# Cinq leçons sur la psychanalyse
Ne doit pas être confondu avec Cinq psychanalyses.

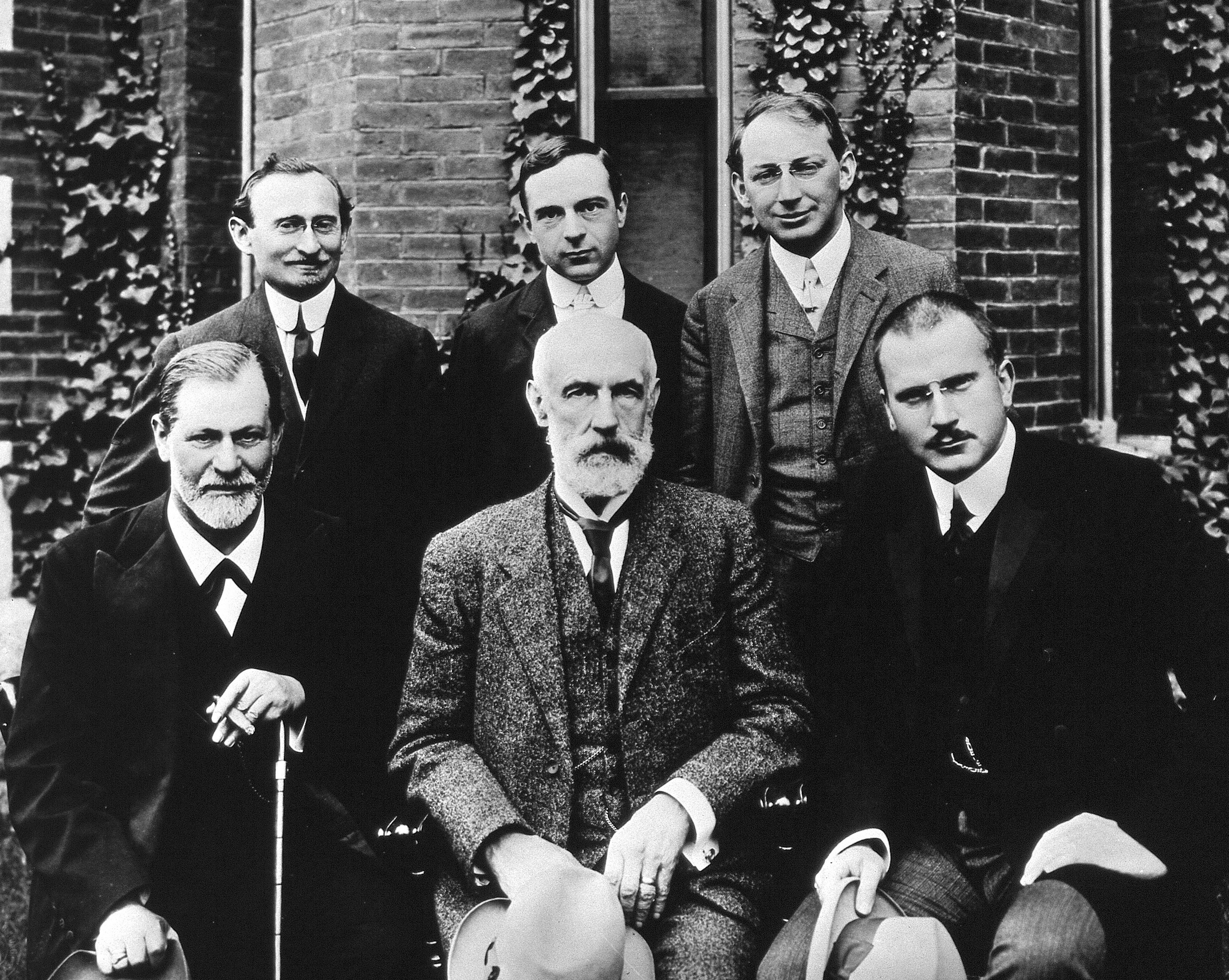
Tournée de conférences de Sigmund Freud à l'université Clark (1909) ; premier plan : Sigmund Freud, G. Stanley Hall, Carl Jung; deuxième plan : Abraham Brill, Ernest Jones, Sándor Ferenczi, en 1909

Cinq leçons sur la psychanalyse ou De la psychanalyse (Über Psychoanalyse) est un ouvrage de Sigmund Freud paru en 1910 chez Deuticke. Il s'agit de cinq conférences prononcées par Freud en 1909 à l'Université Clark aux États-Unis. Le texte fut publié d'abord en 1910 en langue anglaise dans l'American Journal of Psychology. Traduit pour la première fois en français par Yves Le Lay, il parut en 1920-1921 dans La Revue de Genève sous le titre « Origine et développement de la psychanalyse ». Les éditions Payot le publièrent dans la traduction d'Yves Le Lay sous le titre La psychanalyse en 1921, puis en 1923 dans la même traduction sous le titre Cinq leçons sur la psychanalyse,.

## Historique

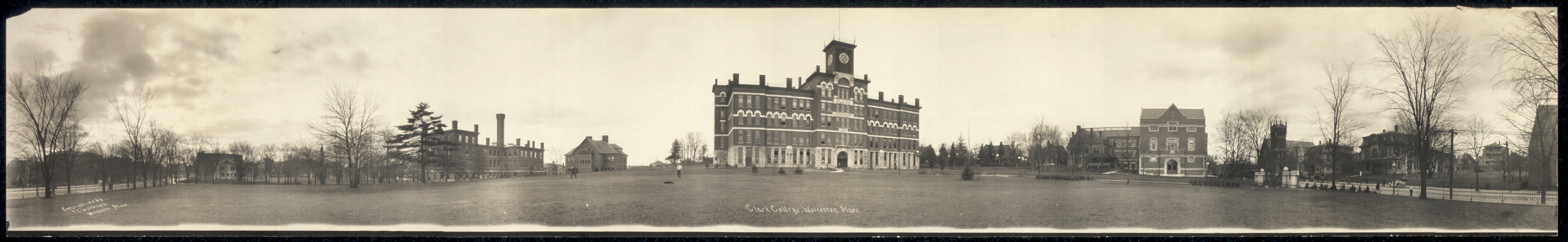
Freud en Amérique : Clark University, vers 1910

Invité par Granville Stanley Hall, président de la Clark University de Worcester (Massachusetts), à tenir une série de conférences pour le 20e anniversaire de cette université et après avoir d'abord décliné cette offre, Sigmund Freud finit par l'accepter et s'embarqua  le 21 août 1909 avec Sandor Ferenczi et Carl Gustav Jung (qui avait également reçu une invitation officielle). Ils retrouvèrent Brill et Jones à New York pour se rendre à Worcester, où Freud prononça en allemand cinq conférences du 6 au 10 septembre 1909, conférences pour lesquelles, selon Ernest Jones, il s'exprima sans notes et sur un ton familier « qui impressionna beaucoup l'auditoire » : il en avait seulement ébauché le plan chaque fois, au cours d'une promenade d'une demi-heure avec Ferenczi. Freud et Jung reçurent le 11 septembre le titre de Docteur honoris causa de l'Université au moment de la cérémonie de clôture.

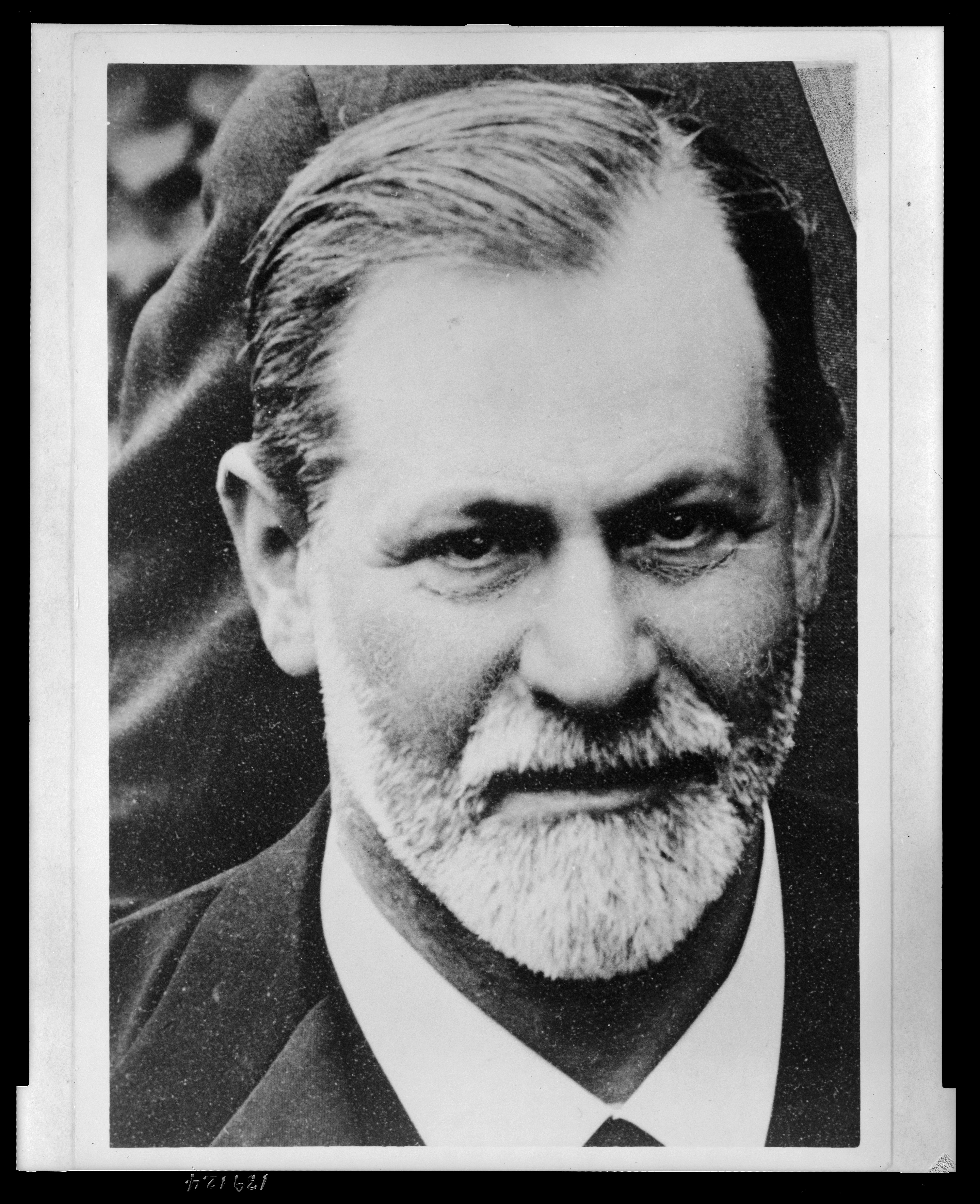
Sigmund Freud, 1909.

Comme Stanley Hall lui avait demandé ensuite un texte écrit des conférences, l'éditeur Franz Deuticke insista pour les publier, et Freud y travailla sans y porter trop d'intérêt d'octobre à novembre 1909 : ainsi qu'il l'écrit à Ferenczi le 21 novembre,  il trouvait en effet que les conférences n'apportaient « rien de neuf », et il avait l'esprit beaucoup plus  occupé par son essai sur Léonard de Vinci (Un souvenir d'enfance de Léonard de Vinci, 1910). La publication eut lieu d'abord au premier trimestre de 1910 dans l' American Journal of Psychology, puis dans un volume édité par Deuticke quelques semaines plus tard. Du fait de son succès, il y eut de nombreuses rééditions et traductions du texte des Cinq leçons, dont l'unique modification fut une note ajoutée en 1923 à la première page.
La première traduction française par Yves Le Lay parut en 1920-1921 dans La revue de Genève, précédée d'un article d' Édouard Claparède intitulé « Freud et la psychanalyse ». La traduction d'Yves Le Lay fut reprise en 1921 dans le volume La psychanalyse, édité par Sonor, puis diffusé la même année par Payot et republié en 1923 sous le titre Cinq leçons sur la psychanalyse. Selon Élisabeth Roudinesco et Michel Plon, le texte a été retraduit en 1991 par Cornélius Heim sous le titre Sur la psychanalyse. Cinq conférences (avec une préface de Jean-Bertrand Pontalis), en 1993 par René Laîné et Johanna Stute Cadiot sous le titre De la psychanalyse, en 2010 par Fernand Cambon sous le titre Sur la psychanalyse. Cinq leçons.

## Le texte desCinq leçons(1910)
Tout en montrant d'abord le rôle important de Josef Breuer dans la découverte de la psychanalyse, Sigmund Freud reprend le cas  d'Anna O., patiente atteinte d'une hystérie de conversion et traitée par Breuer : la réminiscence sous hypnose d'événements traumatiques, accompagnée d'affects, d'où l'effet produit de catharsis,  débarrasse Anna O. de ses symptômes. Freud rapporte qu'il abandonna vite cette technique de l'hypnose et que ce sont les recherches sur l'hystérie menées par Jean Martin Charcot et Pierre Janet à Paris en même temps qu'Hippolyte Bernheim à Nancy qui lui permirent de forger sa propre théorie. Il comprend alors comment un symptôme déguise un conflit psychique entre le conscient et l'inconscient que provoquent des désirs inconciliables ; il découvre ce qu'il en est de la résistance et du refoulement.
Puis Freud expose la base de la technique psychanalytique : associations libres, interprétation des lapsus et surtout des rêves, « voie royale de la connaissance de l'inconscient », rêves pour lesquels il explique les notions de contenu latent caché derrière le contenu manifeste du rêve, les processus de condensation et de déplacement.
Il évoque ensuite la question centrale de la sexualité infantile, du complexe d'Oedipe et de l'origine sexuelle des névroses, en expliquant le phénomène du transfert.
Selon Maïté Klahr et Claudie Millot, les Cinq leçons décrivent  « le cheminement de la pensée de Freud jusqu'à la fin de l'année 1909 ».

#### Texte de référence
- (de) Sigmund Freud, Über Psychoanalyse (1910), Leipzig und Wien, Franz Deuticke, 1930, 62 p. (lire en ligne)
- (fr) Freud, De la psychanalyse. Cinq leçons données pour la célébration du vingtième anniversaire de la fondation de la Clark University de Worcester, Mass., septembre 1909, traduction de René Laîné, Johanna Stute-Cadiot, dans OCF.P, volume X 1909-1910, Paris, PUF, 1993,  (ISBN 2 13 045767 3), p. 1-55; De la psychanalyse, préface d'Alain Rauzy, Paris, PUF / Quadrige, 2018, [lire en ligne].

#### Études
(Dans l'ordre alphabétique des noms d'auteurs)
- Maïté Klahr et Claudie Millot, « Cinq leçons sur la psychanalyse », dans Alain de Mijolla (dir.), Dictionnaire international de la psychanalyse, Paris, Hachette, 2005 (ISBN 201279145X), p. 326-327.
- Edith Kurzweil, « Amérique du Nord », dans Alain de Mijolla (dir.), Dictionnaire international de la psychanalyse, Paris, Hachette, 2005 (ISBN 201279145X), p. 72-73.
- (fr) James Jackson Putnam, L'introduction de la psychanalyse aux États-Unis., Trad. de l'anglais par Catherine Cullen, Collection Connaissance de l'Inconscient, Série La Psychanalyse dans son histoire, Gallimard, 1978. [lire en ligne]
- Elisabeth Roudinesco et Michel Plon, Dictionnaire de la psychanalyse, Paris, Fayard, coll. « La Pochothèque », 2011 (1re éd. 1997) (ISBN 978-2-253-08854-7), « Sur la psychanalyse. Cinq conférences », p. 1523-1528.
- Robert Shilkret, « Clark University », dans Alain de Mijolla (dir.), Dictionnaire international de la psychanalyse, Paris, Hachette, 2005 (ISBN 201279145X), p. 330-331.